# Phoboscincus garnieri
Espèce
Synonymes
- Eumeces garnieri Bavay, 1869
- Riopa garnieri (Bavay, 1869)

Statut de conservation UICN

 LC  : Préoccupation mineure
Phoboscincus garnieri est une espèce de sauriens de la famille des Scincidae.

## Répartition
Cette espèce est endémique de Nouvelle-Calédonie. Elle se rencontre aussi dans les îles de Grande Terre, de Lifou, de Maré, de Ouvéa et des Pins ainsi que dans les îles Belep.

## Étymologie
Cette espèce est nommée en l'honneur de Jules Garnier.

## Publication originale
- Bavay, 1869 : Catalogue des Reptiles de las Nouvelle-Calédonie et description d'espèces nouvelles. Mémoires Société linnéenne de Normandie, vol. 15, p. 1-37.